# 温泉場駅
温泉場駅（オンチョンジャンえき）は、大韓民国釜山広域市東萊区にある釜山交通公社1号線の駅である。駅番号は127。

## 駅構造
相対式ホーム2面2線の高架駅。スクリーンタイプのホームドアが設置されている。出入口は5箇所に設けられている。

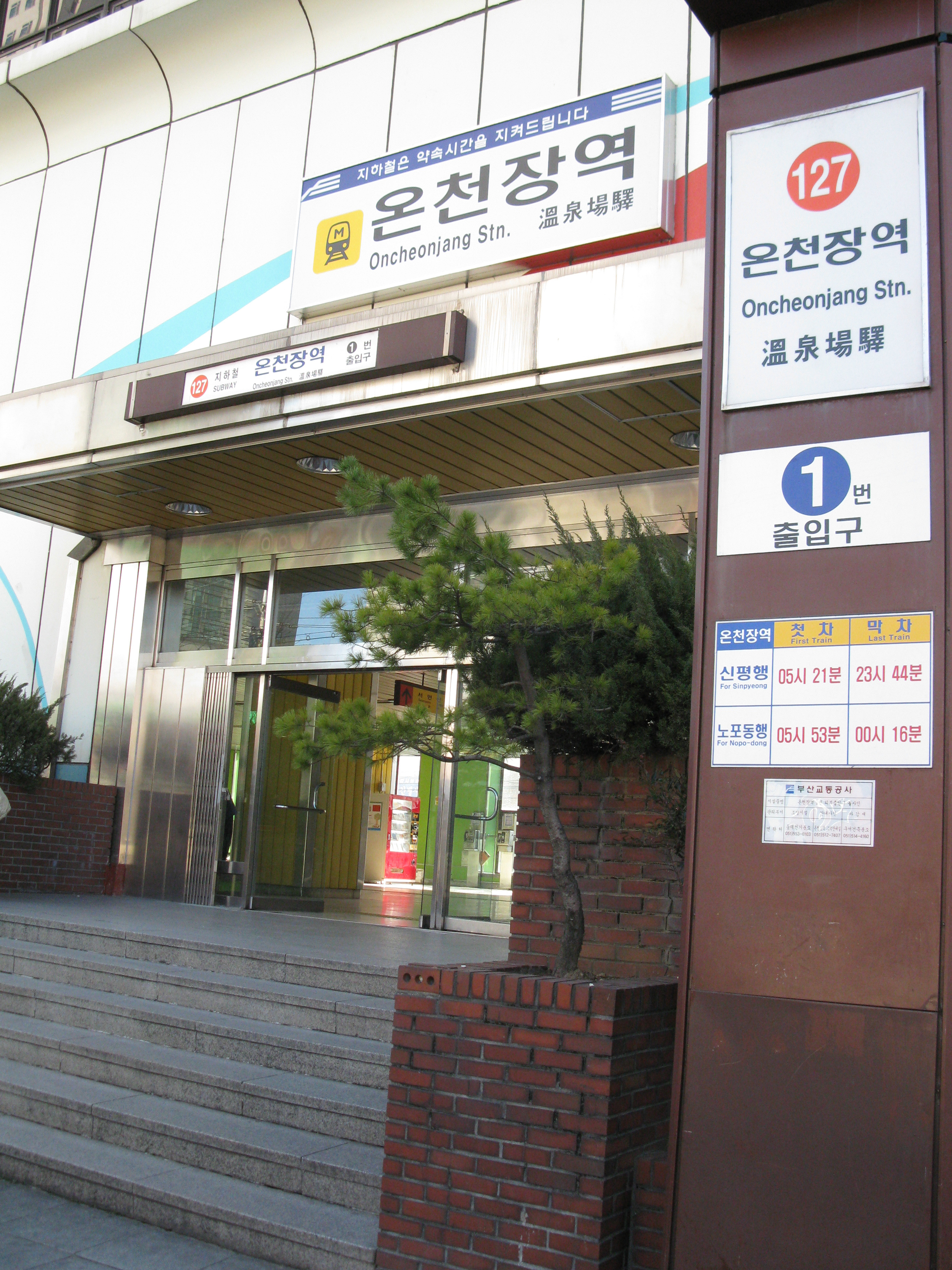
1番出入口（2009年2月）
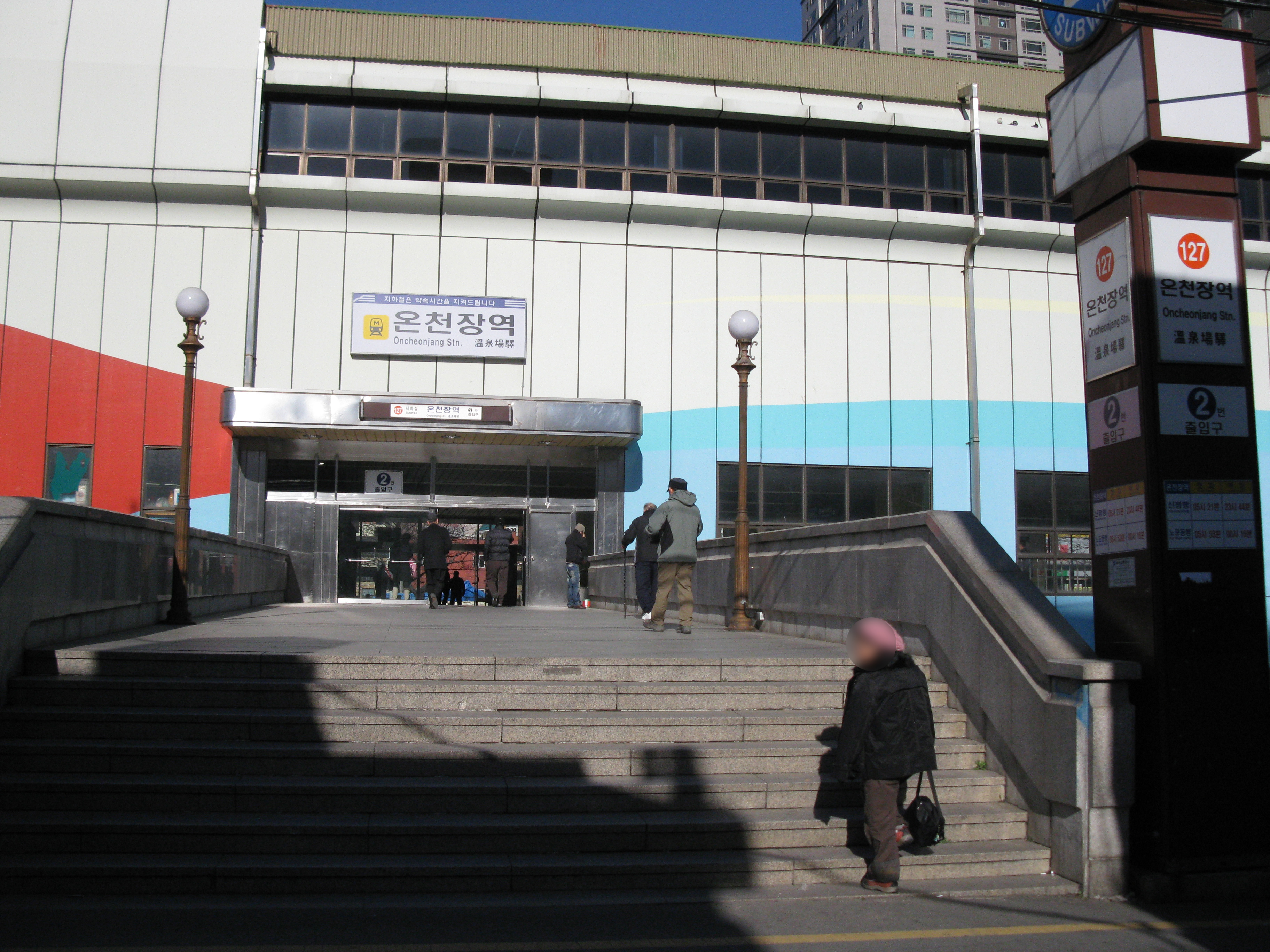
2番出入口（2009年2月）
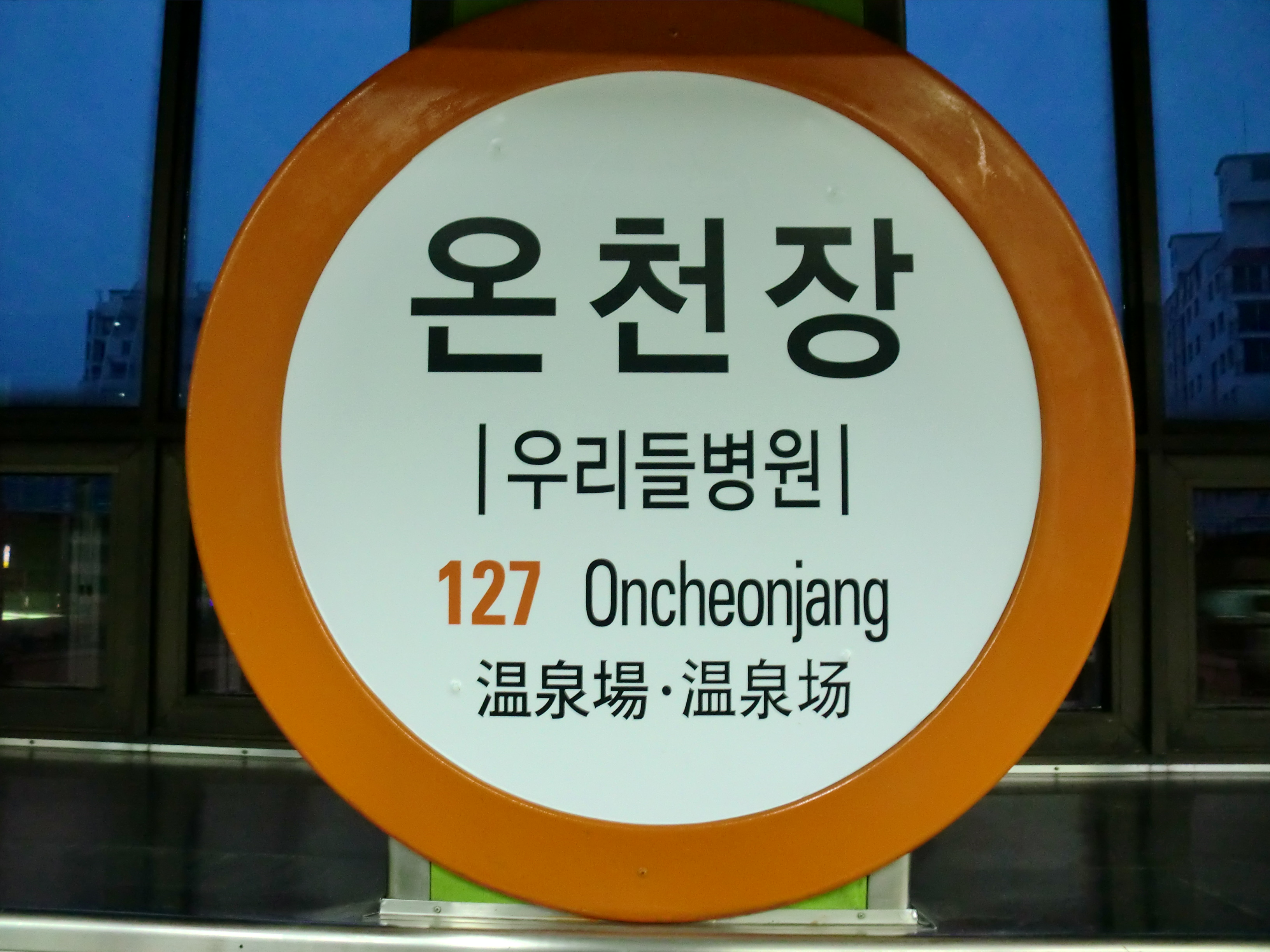
駅名標

### のりば
| 上り | 1号線 | 多大浦海水浴場方面 |
| 下り | 1号線 | 老圃方面           |

## 歴史
- 1985年7月19日 - 開業。

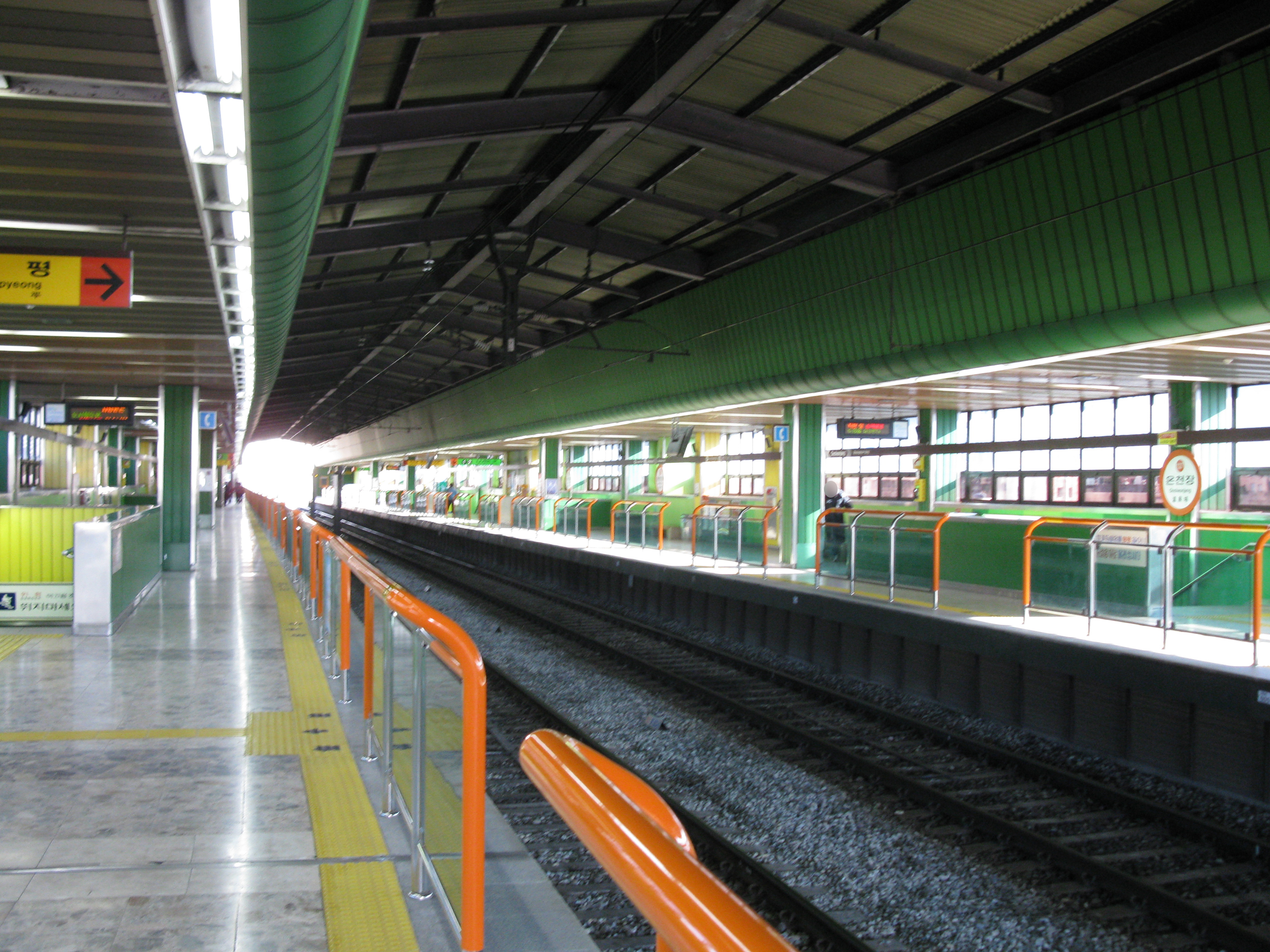
ホームドア設置前（2009年2月）

## 駅周辺
- 東萊温泉
- ホテル農心
- SKハブスカイ
- ホームプラス温泉場店
- CJ CGV東莱
- 金剛公園
- 金井山
- 金剛ケーブルカー
- 釜山海洋自然史博物館
- 釜谷4洞住民センター
- 東海中学校
- 釜山銀行温泉洞支店
- 釜山銀行金井支店
- 国民銀行温泉洞支店

## 隣の駅
釜山交通公社
●1号線
明倫駅 (126) - 温泉場駅(127) - 釜山大駅 (128)